# نیکول شیلدز
نیکول شیلدز (انگلیسی: Nicole Shields؛ زادهٔ ۹ سپتامبر ۱۹۹۹) دوچرخه‌سوار پیست زن اهل نیوزیلند است.
وی در مسابقات کشوری و بین‌المللی در مجموع برندهٔ ۳ مدال نقره شده است.